# Ngỗng Shetland
Bản mẫu:Thông tin động vật breed
Ngỗng Shetland là một giống ngỗng nhà có nguồn gốc ở quần đảo Shetland ở Scotland. Giống như các giống vật nuôi khác có nguồn gốc từ các đảo, ngỗng Shetland có kích thước nhỏ, thường có trọng lượng từ 12 đến 14 pounds (5 và 6 kg). Chúng rất khỏe mạnh và đặc biệt là đóng vai trò vật nuôi đánh thức tốt, và có thể tự sinh sống bằng cách chăn thả.

## Đặc điểm
Giống như một vài giống ngỗng khác, kể cả Pilgrim và Cotton Patch, ngỗng Shetland có hình thái lưỡng tính giới tính (được gọi là giới tính tự động (auto-sexing) trong danh mục gia cầm), và có thể được phân biệt với ngoại hình đặc trưng. Con đực có bộ lông trắng hoàn toàn, trong khi ngỗng cái có đầu, cổ và phần thân trên với những điểm nổi bật màu xám và một thân dưới màu trắng. Chúng thường kết giao thành cặp cuộc sống, và đóng vai trò cha mẹ tốt. Ngỗng Shetland đẻ khoảng 30 quả trứng mỗi năm, có màu trắng. Ngỗng Shetland có mỏ ngắn hơn, do khả năng tự nhiên của nó về vấn đề tìm thức ăn.
Shetland lần đầu tiên được xuất khẩu sang Hoa Kỳ vào năm 1997, bởi một trang trại ở New York. Gióng ngỗng này vẫn chưa được Hiệp hội Gia cầm Mỹ công nhận thông qua việc tiếp nhận trong Tiêu chuẩn Lý tưởng. Loài này hiện đang được nghiên cứu bởi Bảo tồn giống vật nuôi Mỹ, xem xét các quần thể ở Bắc Mỹ có khả năng quá thấp để duy trì sự đa dạng di truyền (ở Bắc Mỹ).